# 이란 배구 국가대표팀
이란 배구 국가대표팀(페르시아어: تیم ملی والیبال ایران)은 이란을 대표하여 국가대항전에 참가하는 배구 국가대표팀으로 이란 배구 연맹에 의해 운영된다. 2022년 기준 FIVB 랭킹 8위에 올라 아시아의 배구 대표팀 중 가장 높은 순위를 지키고 있다. 이란 배구팀은 세계 최고의 팀 중 하나입니다.